# Pour tout l'or du Transvaal
Pour tout l'or du Transvaal est un feuilleton en 6 épisodes de 55 minutes coproduit par Telecip-A2 (France), Karat Films (Allemagne), SABC (Afrique du Sud) et la RTBF (Belgique).
Le feuilleton fut diffusé en France une première fois, d'octobre à novembre 1979, sur Antenne 2, le vendredi soir à 20h35, juste avant l'émission Apostrophes de Bernard Pivot.

## Thème
En 1900, en Afrique du Sud au Transvaal, un jeune médecin, Jacques Cervin, prend possession d'une mine d'or et se retrouve mêlé à la seconde guerre des Boers, un sanglant conflit opposant les Britanniques aux Afrikaners, des fermiers d'origine hollandaise.

## Fiche technique
- Réalisation : Claude Boissol
- Scénario :  Jean-Claude Camredon et Pierre Nivollet
- Direction générale de la production : Étienne Laroche
- Adaptation et dialogues : Pierre Nivollet
- Musique : Pierre Bachelet, chanson "L'homme tranquille" interprétée par Lucky Blondo

## Distribution
- Yves Rénier (VF : lui même) : Jacques Cervin
- Ursela Monn (VF : elle même) : Mary Lawson
- Bernard Dimey (VF : lui même) : Paintendre
- Jocelyne Boisseau (VF : elle même) : Marguerite
- Albert de Médina (VF : lui même) : Suares
- Manfred Seipold (VF : Pierre Hatet) : Meeker
- Marc Cassot (VF : lui même) :  Général de Villebois-Mareuil
- Jan Bruyns (VF : Louis Arbessier) : Abraham
- Graham Armitage (VF : Bernard Dhéran) : Paxton
- Ryno Hattingh (VF : François Leccia) : Jacob
- Brian O'Shaughnessy (VF : William Sabatier) : Browels
- Hugues Rouse (VF : Robert Party) : Sir Henry
- Patrick Mynhardt (VF : Jacques Deschamps (acteur)) : Hasenfeld
- Sandra Prinsloo (VF : Anne Kerylen) : Mrs. Hasenfeld
- Larry Taylor (VF : Daniel Gall) : Le commandant
- Frantz Dobrowsky (VF : Jacques Ferrière) : Wilowsky
- Nobby Baird Clark (VF : Raoul Delfosse) : Tilmans
- Dale Cutts (VF : Roland Ménard) : Heineman
- Carel Trichart : Van Druiden
- Pierre Arditi : Le narrateur
- ? (VF : Georges Atlas) : Le notaire
- ? (VF : Yves Brainville) : Monsieur ?Pright?
- ? (VF : Marc de Georgi) : Le docteur
- ? (VF : Claude Chantal) : L'infirmière

## Tournage
Le Cap
- Iziko South African National Gallery (parc), (vue sur the Tikvath Israël Synagogue).
- Long street n° 205 (vue sur le balcon).
- Victoria & Alfred Waterfront (vue sur The Old port captain's building).
- Fort de Bonne-Espérance (cour intérieure et porte d'entrée du fort).
- Boschendal Wine Estate à Franschhoek.
- Iziko Old Town House Museum, 149 Longmarket street.